# Плаун можжевельниковый
Плау́н можжевельниковый (лат. Dendrolycopodium juniperoideum) — многолетнее травянистое вечнозеленое споровое растение, до 15 см высотой, вид рода Dendrolycopodium.

## Ботаническое описание
Листья (филлоиды) расположены вокруг оси равномерно, серповидно изогнуты кверху, ланцетные, 5 мм длиной и 0,5 мм шириной.
Колоски (стробиллоиды) сидячие до 2,5 см длиной и 5 мм шириной.
Спорофиллоиды округло-яйцевидные, вытянутые в остриё, с волнистым зазубренным краем, в основании с короткопочковидным спорангием.

## Распространение и среда обитания
Произрастает на гарях, каменноберёзниках, в смешанных и хвойных лесах.

## Общее распространение
Российский Дальний Восток, Сибирь, Северная Америка, Японо-Китайский район